# Mertzwiller
Mertzwiller är en kommun i departementet Bas-Rhin i regionen Grand Est (tidigare regionen Alsace) i nordöstra Frankrike. Kommunen utgör, med 3 367 invånare år 2022, den tredje största i kantonen Niederbronn-les-Bains som tillhör arrondissementet Haguenau.

## Geografi

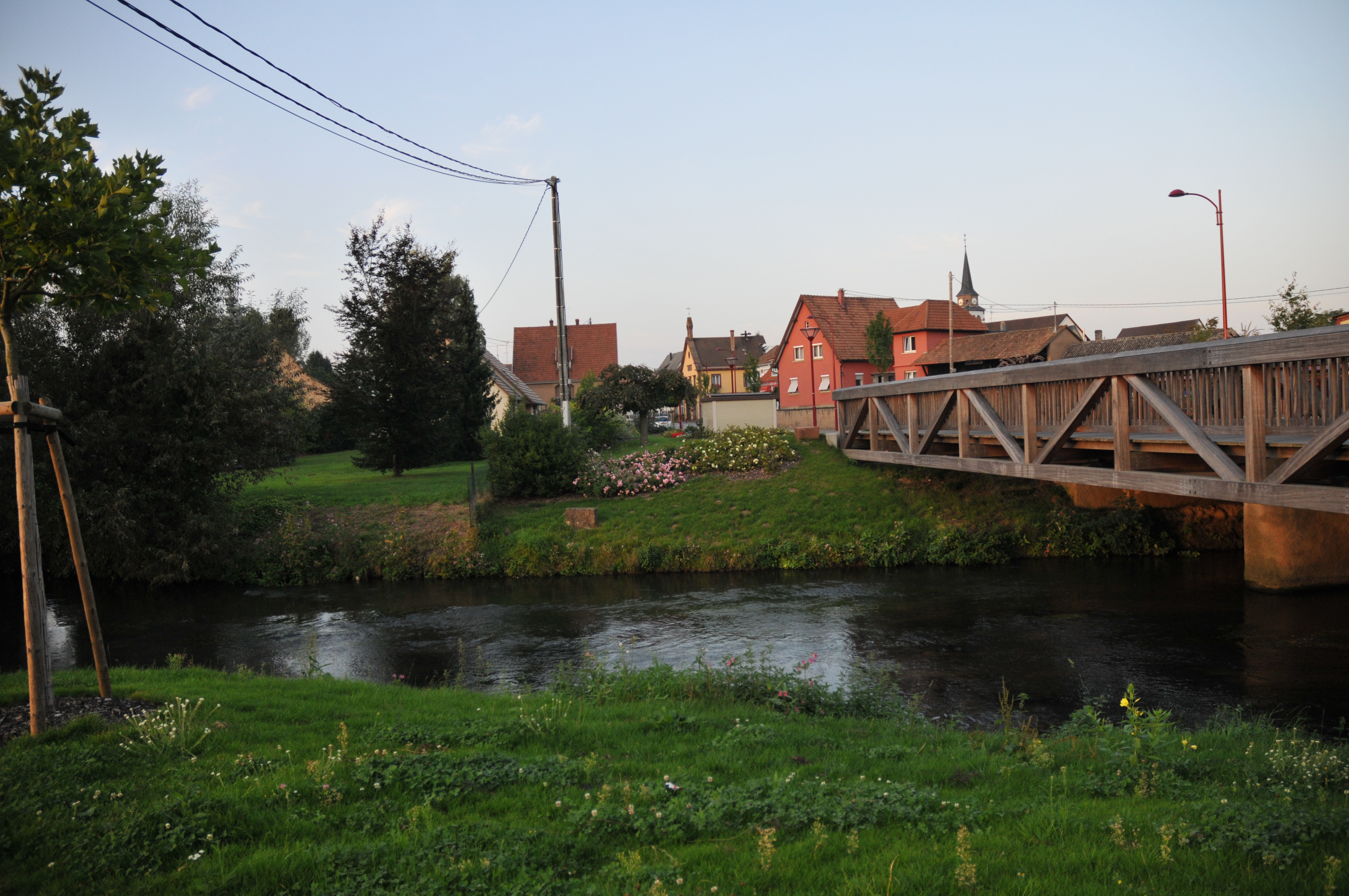
Floden Norra Zinsel som rinner genom orten.

Avståndet till Strasbourg är cirka 40 km och till Hagenau cirka 12 km.
Geografiskt genomskärs orten av floden Norra Zinsel. Kommunen omges av Haguenauskogen.

## Historia
Ortens historia går tillbaka till keltisk bosättning. Under tiden för Romarriket utgjorde den en bostadsort längs med en romersk väg.
Befolkningstillväxten skedde till stor del genom inflyttning. Under Medeltiden, då området till följd av konflikter och feodal politik bytte statstillhörighet flera gånger, idkades här inte minst jordbruk och hantverk.
Även Mertzwiller påverkades i religiöst avseende när reformationen svepte genom omvärlden på 1500-talet och många invånare övergick till protestantismen. Området drabbades svårt under Trettioåriga kriget (1618–1648). Då kung Ludvig XIV på slutet av 1600-talet medgav ökad religionsfrihet i landet, utgjorde dock alltjämt en majoritet av invånarna katoliker.
Området förskonades relativt under Fransk-tyska kriget (1870–1871) men härjades framförallt till stor del under Andra världskriget (1939-1945), med svåra strider i bebyggelsen till följd av ortens strategiskt viktiga läge, bland annat med bro över floden Norra Zinsel. Vid krigsslutet 1945, då den evakuerade befolkningen kunde återvända, fick stora delar av orten återuppföras med ny bebyggelse under 10-tals år, vars karaktär än i dag präglar området arkitektoniskt.

## Demografi
Antalet invånare i kommunen Mertzwiller
| Referens: INSEE |

## Personer med ortsanknytning
- Sam Marx (1859–1933), far till komikergrupper Bröderna Marx
- Michel Wackenheim (1945-), katolsk ärkepräst vid Notre-Dame-katedralen i Strasbourg och kompositör
- Michel Feurer (1862-1936), konstnär specialiserad på liturgisk bildkonst
- Joseph-Paul Strebler (1892-1984), katolsk ärkebiskop och missionär i Ghana